# 工藤孝史
工藤 孝史（くどう たかふみ、1953年 - ）は、日本の哲学者。専門は、哲学・ロシア哲学・比較文化論。特にウラジーミル・ソロヴィヨフを研究。東京都出身。
1979年、札幌大学外国語学部ロシア語学科卒業。1984年、北海道大学大学院文学研究科修士課程修了。その後、北海道大学文学部助手、北海道大学スラブ研究センター助手、駒澤大学文学部非常勤講師、日ソ学院ロシア語講師等を経て、1989年、札幌大学教養部専任講師。1994年、札幌大学教養部助教授。1996年、札幌大学教養部廃止に伴い、札幌大学経済学部助教授。2002年、札幌大学経済学部教授。2013年、札幌大学地域共創学群現代教養専攻教授。

## 主な業績
- 「抽象と現実：ソロヴィヨフ『抽象的原理の批判』の問題点」ロシア語ロシア文学研究　19号、1987
- 「ソロヴィヨフ散策（一）　ドエフトフスキイ論を読む」リベラルアーツ・札幌大学教養部教育研究　2号、1990
- 「ソロヴィヨフ散策（二）　クンデラを読んで」リベラルアーツ・札幌大学教養部教育研究　3号、1990
- 「ソフヴィヨフとニーチェ『超人の思想』(1899)」スラブ研究　38号、1991
- 「ソロヴィヨフ哲学の形成（２）：形而上学の経験的課題について」札幌大学教養部紀要　40号、1992
- 『現代思想がわかる事典』鷲田小弥太編、分担執筆、日本実業出版社、1994
- 「ダダとニヒリズム　トリスタン・ツァラ『ダダ宣言1918』における無意味について」経済と経営　27巻2号、1996
- 「アンドレ・ブルドンとレオン・トロツキー『自立した革命技術のために』(1938年)をめぐる問題」経済と経営　30巻2号、1999

## 参考
- 『北海道人物・人材情報リスト　2011　き～な』日外アソシエーツ、2010、704頁
- 『現代思想がわかる事典』奥付
- researchmap